# Fútbol en Lituania

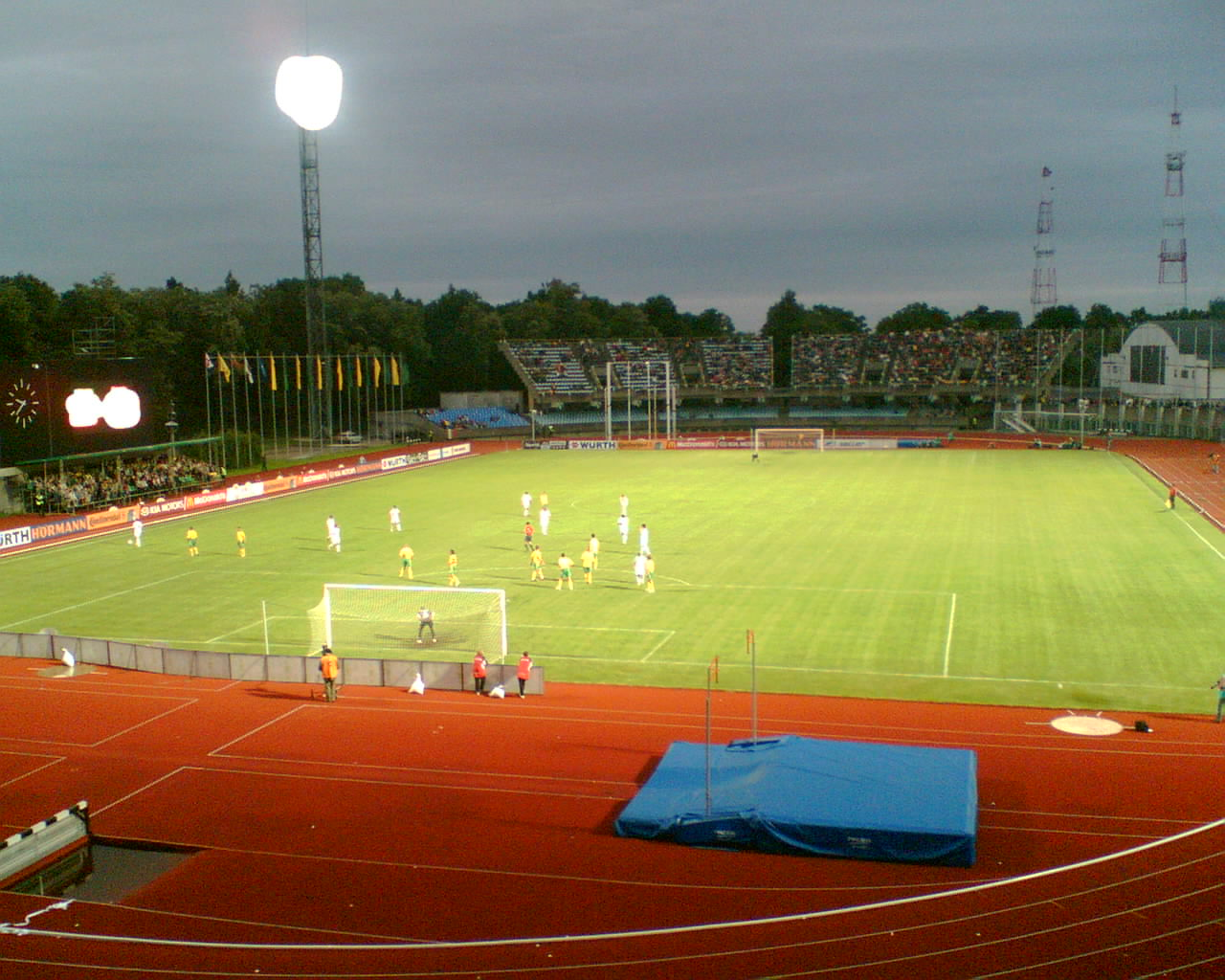
Estadio S. Darius y S. Girėnas, escenario en el que la selección lituana disputa sus partidos.

El fútbol es el segundo deporte más popular en Lituania, por detrás del baloncesto. La Federación Lituana de Fútbol (LFF) es el máximo organismo del fútbol profesional en Lituania y fue fundada en 1922, aunque se afilió a la FIFA en 1991 y a la UEFA en 1992. La LFF organiza la A Lyga —la primera y máxima competición de liga del país— y la Copa de Lituania, y gestiona la selección nacional masculina y femenina.
El FBK Kaunas es el equipo más exitoso del país con 8 campeonatos de liga, mientras que el FK Žalgiris Vilnius es el único conjunto lituano que disputó la Primera División de la Unión Soviética, participando en 11 temporadas y finalizando en la tercera posición en 1987. Ese año el Žalgiris representó a la Unión Soviética en los Juegos Universitarios en Zagreb, ganando a Corea del Sur en la final por 5-0.
Tras la reunificación del país en 1990, el combinado lituano disputó su primer partido como nuevo país en mayo de 1990, enfrentando al Zalgiris Vilnius ante el Dinamo Tbilisi en un encuentro que finalizó 2-2.

## Competiciones oficiales entre clubes
- A Lyga: es la primera división del fútbol lituano. Fue fundada en 1922 —en 1991 en su actual nombre— y está compuesta por 8 clubes.
- 1 Lyga: es la segunda división en el sistema de ligas lituano. Está compuesta por 15 clubes.
- 2 Lyga: es la tercera división en el sistema de ligas de Lituania. El número de clubes es de 19 equipos repartidos en dos zonas.
- Copa de Lituania: es la copa nacional del fútbol lituano, organizada por la Federación Lituana de Fútbol y cuyo campeón tiene acceso a disputar la UEFA Europa League.
- Supercopa de Lituania: competición que enfrenta al campeón de la A Lyga y al campeón de Copa.

## Selecciones de fútbol de Lituania

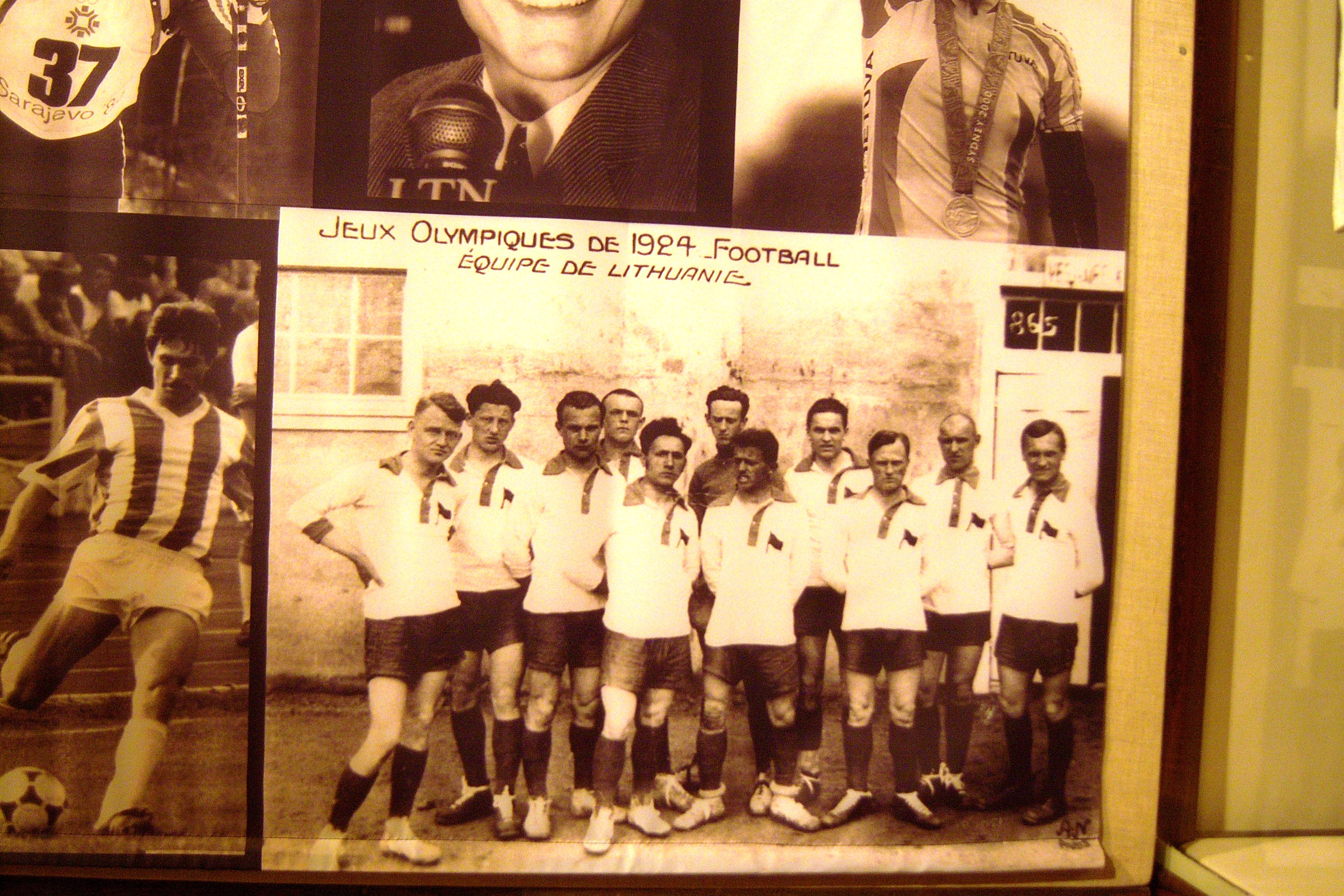
La selección lituana en los Juegos Olímpicos de París de 1924.

### Selección absoluta de Lituania
La selección de Lituania, en sus distintas categorías está controlada por la Federación Lituana de Fútbol.
El equipo lituano disputó su primer partido oficial el 24 de junio de 1923 en Kaunas ante Estonia, partido que se resolvió con victoria de los estonios por 0-5.
Lituania aún no ha logrado clasificarse para la Copa del Mundo de la FIFA ni para la Eurocopa. La selección lituana ha ganado en diez ocasiones la Copa Báltica, competición entre las selecciones de los estados bálticos.

### Selección femenina de Lituania
La selección femenina debutó el 15 de agosto de 1993 ante la selección de Dinamarca en un partido que ganaron las danesas por 0-11 en Kaunas. La selección femenina de Lituania aún no ha participado en una fase final de la Copa del Mundo o de la Eurocopa.